# 渡邉弐貴
渡邊 弐貴（わたなべ そうき、1997年1月14日 - ）は、日本のラグビー選手。ジャパンラグビーリーグワン三重ホンダヒートに所属。

## プロフィール
- 山梨県南都留郡西桂町出身。
- ポジションはセンター(CTB)。
- 身長 175 cm、体重 89 kg
- U20日本代表に選ばれたことがある[1]。

## 略歴
小学1年生からラグビーを始めた。
2015年、國學院栃木高校卒業後、明治大学に入る。
2019年、明治大学卒業後、Honda Heat(現・三重ホンダヒート)に加入。
2020年2月15日にジャパンラグビートップリーグ第5節キヤノンイーグルス戦に途中出場で公式戦初出場を果たす。